# Sweet Transvestite
«Sweet Transvestite» es una canción de la producción musical británica de 1973 The Rocky Horror Show y su contraparte cinematográfica de 1975 The Rocky Horror Picture Show. La música y las letras son de Richard O'Brien y los arreglos musicales de Richard Hartley. Está en clave de mi mayor.   

## Visión general
La canción es interpretada por el personaje Dr. Frank N. Furter, interpretado en el escenario y la pantalla por el actor Tim Curry, quien actuó en todas las producciones originales, excepto en Australia. Esto incluye la primera carrera de corta duración en Broadway. 
Presenta el personaje del Dr. Frank N. Furter a la audiencia y a Brad y Janet. Se jacta abiertamente de dónde es, qué es, qué ha estado haciendo y por qué lo hace. La canción es una de las más famosas de la película e incluye una de las líneas más notorias: ""I'm just a sweet transvestite from Transsexual, Transylvania" (Solo soy un dulce travesti de Transsexual, Transilvania). 

## Versiones
Anthony Head, Mina, Bates Motel, Ziggy Byfield, The Steve Whitney Band y la banda de punk rock Apocalypse Hoboken grabaron versiones para el recopilatorio de tributo de 2003 The Rocky Horror Punk Rock Show. 
Para la producción de Broadway de 2000, fue cantada por Tom Hewitt. 
La canción fue cantada por Mercedes Jones (Amber Riley) en el episodio de la temporada 2 de Glee, "The Rocky Horror Glee Show". 
La versión de Tim Curry (la grabación de la película) fue remezclada para ser pasada en discotecas en 2011 por Joel Dickinson. 
En el tributo televisado de Fox en 2016, The Rocky Horror Picture Show: Let's Do the Time Warp Again, la canción fue interpretada por la actriz Laverne Cox, quien interpretaba al Dr. Frank N. Furter. 